# Droga krajowa B463 (Niemcy)
Droga krajowa 463 (niem. Bundesstraße 463) – niemiecka droga krajowa przebiegająca z północy na południe z Pforzheimu przez Calw, Nagold, Balingen do Sigmaringen w Badenii-Wirtembergii.
Oznakowana jako B463 pod koniec lat 60. XX w.
Droga pokrywa się między Pforzheimem i Calw z wyznaczoną w 1901 r. badeńską drogą krajową nr 158.

## Miejscowości leżące przy B463
Pforzheim, Unterreichenbach, Dennjächt, Bad Liebenzell, Hirsau, Calw, Kentheim, Bad Teinach, Wildberg, Bad Teinach, Emmingen, Nagold, Gündringen, Hochdorf, Bildechingen, Horb am Neckar, Gruol, Stetten, Owingen, Bisingen, Balingen, Laufen, Albstadt-Lautlingen, Ebingen, Straßberg, Winterlingen, Sigmaringen.